# روني دوسن
روني دوسن (بالإنجليزية: Ronnie Dawson)‏ هو مغني وموسيقي أمريكي، ولد في 11 أغسطس 1939 في دالاس في الولايات المتحدة، وتوفي بنفس المكان في 23 سبتمبر 2003 بسبب سرطان المريء.

## وصلات خارجية
- الموقع الرسمي
- روني دوسن على موقع IMDb (الإنجليزية)
- روني دوسن على موقع ميوزك برينز (الإنجليزية)
- روني دوسن على موقع أول ميوزيك (الإنجليزية)
- روني دوسن على موقع ديسكوغز (الإنجليزية)